# Pat Buchanan
Patrick Joseph Buchanan (/bjuːˈkænən/; n. 2 noiembrie 1938, Washington, D.C., District of Columbia, SUA) este un comentator paleoconservator, redactor, politician și prezentator de radio american. Buchanan a fost asistent și consultant al președinților Richard Nixon, Gerald Ford și Ronald Reagan, respectiv prezentator al emisiunii Crossfire⁠(d) pe CNN. A încercat să obțină nominalizarea Partidului Republican în cadrul alegerilor prezidențiale din 1992⁠(d) și 1996⁠(d). În 2000, Buchanan a candidat la alegerile prezidențiale din partea Partidului Reformator⁠(d). În campania sa electorală⁠(d) a susținut o poziție izolaționistă în politica externă, s-a opus imigranților ilegali și externalizării producției din comerțul liber. Educatoarea și activista conservatoare Ezola Foster⁠(d) a candidat pentru vicepreședinție alături de el.
A fost unul din cofondatorii revistei The American Conservative⁠(d) și a înființat o fundație intitulată The American Cause. A fost publicat în Human Events⁠(d), National Review, The Nation⁠(d) și Rolling Stone. A fost comentator pe subiecte politice al televiziunilor MSNBC⁠(d) — inclusiv în cadrul emisiunii Morning Joe⁠(d) până în februarie 2021 — și Fox News. Buchanan este deseori invitat în emisiunea The McLaughlin Group⁠(d). Convingerile sale politice pot fi descrise drept paleoconservatoare și unele dintre ele — cu precădere opoziția față de imperialismul american⁠(d) și statul managerial⁠(d) — sunt similare cu cele susținute de vechea dreaptă republicană⁠(d) din prima parte a secolului al XX-lea.

## Biografie
Buchanan s-a născut la Washington, D.C., fiul lui William Baldwin Buchanan (13 august 1905 în Virginia – ianuarie 1988 la Washington, D.C.), partener⁠(d) într-o firmă de contabilitate⁠(d), și al soției sale Catherine Elizabeth (născută Crum) Buchanan (23 decembrie 1911, în Charleroi⁠(d), Washington County, Pennsylvania – 18 septembrie 1995, în Oakton⁠(d), Fairfax County, Virginia), asistentă medicală și casnică⁠(d). Buchanan a avut șase frați (Brian, Henry, James, John, Thomas și William Jr.) și două surori (Kathleen Theresa și Angela „Bay” Marie⁠(d)). Bay a lucrat ca trezorier⁠(d) sub Ronald Reagan. Tatăl său era de origine irlandeză⁠(d), engleză⁠(d) și scoțiană⁠(d), iar mama sa de origine germană⁠(d). A avut un străbunic care a participat la campaniile militare din timpul Războiul Civil American ca soldat al armatei Statelor Confederate⁠(d); din acest motiv, Buchanan este membru al organizației Sons of Confederate Veterans⁠(d). De asemenea, este admirator al lui Robert E. Lee, Douglas MacArthur și Joseph McCarthy.
Buchanan s-a născut într-o familie catolică și a urmat cursurile a diverse școli catolice⁠(d), inclusiv pe ale liceului iezuit Gonzaga⁠(d). În perioada studiilor din cadrul Universității Georgetown, a fost membru al Corpului de pregătire al ofițerilor rezerviști⁠(d) (ROTC), însă nu a încheiat programul. Și-a obținut diploma de licență în engleză la Georgetown și a fost înrolat⁠(d) imediat după absolvire în 1960. Consiliul de recrutare din districtul Columbia l-a scutit de serviciul militar din cauza artritei reactive⁠(d). A obținut o diplomă de master în jurnalism la Universitatea Columbia⁠(d)  în 1962 cu o teză despre comerțul dintre Canada și Cuba.

### Arhivă
- en Patrick J. Buchanan la C-SPAN
- en Patrick J. Buchanan Papers (White House Special Files) (1969-1972)
- en Lucrări de Patrick J. Buchanan la Internet Archive
- en Lucrări de Patrick J. Buchanan la LewRockwell.com
- en Lucrări de Patrick J. Buchanan Arhivat în 3 iunie 2018, la Wayback Machine. la TheAmericanCause.org